# Odonturoides
Odonturoides is een geslacht van rechtvleugeligen uit de familie sabelsprinkhanen (Tettigoniidae). De wetenschappelijke naam van dit geslacht is voor het eerst geldig gepubliceerd in 1980 door Ragge.

## Soorten
Het geslacht Odonturoides omvat de volgende soorten:
- Odonturoides hanangensis Hemp, 2009
- Odonturoides insolitus Ragge, 1980
- Odonturoides jagoi Ragge, 1980
- Odonturoides plasoni Ebner, 1915